# Praštevilska vrzel
Práštevílska vrzél je v matematiki razlika med dvema zaporednima prašteviloma. n-ta praštevilska vrzel, označena z gn, je razlika med (n+1)-tim in n-tim praštevilom, oziroma:
{\displaystyle g_{n}=p_{n+1}-p_{n}\;.}
Pri tem velja: g1 = 1, g2 = g3 = 2 in g4 = 4. Zaporedje gn praštevilskih vrzeli so temeljito raziskovali. Praštevilske vrzeli zapisujejo tudi kot g(pn) za gn.
Prve praštevilske vrzeli so (OEIS A001223):
1, 2, 2, 4, 2, 4, 2, 4, 6, 2, 6, 4, 2, 4, 6, 6, 2, 6, 4, 2, 6, 4, 6, 8, 4, 2, 4, 2, 4, 14

## Preprosti izsledki
Za poljubno praštevilo P, večje od 2, je zaporedje:
P# + 2, P# + 3, ..., P# + (Pn+1-1)
zaporedje Pn+1-2 zaporednih sestavljenih celih števil, ki vsebuje praštevilsko vrzel dolžine vsaj Pn+1-1. Zaradi tega obstajajo vrzeli med praštevili, ki so poljubno velike - za vsako praštevilo P obstaja celo število n z gp > P, kar je moč videti, če izberemo takšen n, da je pn največje praštevilo manjše od P# + 2.
V resnici se lahko praštevilske vrzeli za n števil pojavijo pri številih veliko manjših od n#. Najmanjše zaporedje 71 zaporednih sestavljenih števil se na primer pojavi med številoma 31398 in 31468, kjer ima produkt vseh praštevil manjših ali enakih 71, ali 71 · 67 · 61 · 59 · 53 · 47 · ... · 5 · 3 · 2 sedemindvajset števk, in je enako v desetiškem zapisu 557940830126698960967415390.
Čeprav povprečna vrzel med prašteviloma narašča kot naravni logaritem celega števila, narašča tudi razmerje med največjo praštevilsko vrzeljo in celimi števili kot se večajo števila in praštevilske vrzeli.
V obratni smeri domneva praštevilskih dvojčkov trdi, da je gn = 2 za neskončno mnogo celih števil n.

## Numerični rezultati
Do leta 2012 največja znana praštevilska vrzel z dognanim verjetnim praštevilom ima dolžino 2254930, z verjetnimi praštevili s 86.853-timi števkami. Odkrila sta jo H. Rosenthal in J. K. Andersen.  Arhivirano 2007-08-09 na Wayback Machine. Največja znana praštevilska vrzel z dognanim praštevilom ima dolžino 337446, s praštevili s 7.996-timi števkami. Našli so jo T. Alm, J. K. Andersen in François Morain. 
gn je največja vrzel, če je gm < gn za vse m < n. Do aprila 2007 največja znana največja vrzel ima dolžino 1442. Odkrila sta jo Siegfried Herzog in Tomás Oliveira e Silva. Je 74-ta največja vrzel in se pojavi za praštevilom 804212830686677669. 
Največja znana vrednost za gn / log(pn) je 1442 / log(804212830686677669) = 34,98.  Arhivirano 2007-07-05 na Wayback Machine.